# Халидеј (Северна Дакота)
Халидеј (енгл. Halliday) град је у америчкој савезној држави Северна Дакота.

## Демографија
По попису из 2010. године број становника је 188, што је 39 (-17,2%) становника мање него 2000. године.
| Група             | 2000.       | 2010.       |
| Белци             | 208 (91,6%) | 169 (89,9%) |
| Афроамериканци    | 0 (0,0%)    | 1 (0,5%)    |
| Азијати           | 0 (0,0%)    | 3 (1,6%)    |
| Хиспаноамериканци | 5 (2,2%)    | 1 (0,5%)    |
| Укупно            | 227         | 188         |